# David Kelly (mikrobiolog)
David Christopher Kelly, född 14 maj 1944 i Llwynypia i Rhondda Cynon Taf (i tidigare Mid Glamorgan), Wales, död 17 juli 2003 vid Harrowdown Hill nära Faringdon, Oxfordshire, var en brittisk (walesisk) ledande vetenskapsman (mikrobiologi) och vapenexpert, anställd av det brittiska försvarsministeriet, MoD. Han arbetade även för FN som vapeninspektör i Irak år 1991 och 1998, efter Kuwaitkriget. Under sin tid som vapeninspektör blev han nominerad för Nobels fredspris. Mellan år 1994 och 1999 var han rådgivare (senior adviser) inom biologiska stridsmedel i Irak för FN. Han hade en bakgrund i forskning för jordbruk. Sedan 1999 var han en engagerad medlem i International Bahá'í Community i England.
Den 29 maj 2003 rapporterade den brittiske BBC-journalisten Andrew Gilligan att den dossier om Iraks innehav av massförstörelsevapen som till mångt och mycket låg till grund för Storbritanniens delaktighet i Irakkriget, innehöll flera fakta som var tvivelaktiga. Bland annat uppgav Gilligans källa att den uppmärksammade uppgiften om att Irak hade möjlighet att framställa biologiska stridsvapen på 45 minuter var felaktig. Dossiern var beställd av det brittiska försvarsministeriet, där Kelly vid tiden arbetade som underrättelsetjänsteman. I Gilligans rapport anklagades MoD tillsammans med regeringen för att känna till bristfälligheterna i dossiern. En politisk skandal blossade upp och det förekom vilda spekulationer om vem Gilligans källa var. BBC vägrade till en början att namnge sin källa, men på andra håll pekades Kelly ut. Den 15 juli 2003 förhördes Kelly under uppmärksammade former av en av det brittiska underhuset tillsatt kommitté. Kelly nekade till anklagelserna, och kommittén kom fram till att Kelly inte var källan. 
Två dagar efter förhöret, den 17 juli 2003, lämnade Kelly sitt hus i Oxfordshire. Han sade till sin fru att han skulle ta en promenad. Runt midnatt, när han ännu inte hade återvänt, anmälde Kellys fru honom försvunnen. Han hittades död i det närliggande grönområdet Harrowdown Hill, med ett skärsår i handleden och smärtstillande medel i blodet. Den utredning som tillsattes för att utreda Kellys död, The Hutton Inquiry, kom fram till att Kelly begått självmord. 
Efter Kellys död uppgav BBC att Kelly var dess enda källa. Stark kritik har riktats mot såväl premiärminister Tony Blair och hans regering, som mot BBC, för att de pressat och hängt ut Kelly som en landsförrädare. Kellys död omges av många konspirationsteorier.